# Lijst van voetbalinterlands Hongarije - Noorwegen
Deze lijst van voetbalinterlands is een overzicht van alle officiële voetbalwedstrijden tussen de nationale teams van Hongarije en Noorwegen. De landen hebben tot op heden negentien keer tegen elkaar gespeeld. De eerste ontmoeting was een vriendschappelijke wedstrijd en werd gespeeld in Kristiania op 23 juni 1912. Het laatste duel, een play-offwedstrijd voor deelname aan het Europees kampioenschap voetbal 2016, vond plaats in Boedapest op 15 november 2015.

## Wedstrijden
| №  | Plaats         | Datum            | Competitie           | Wedstrijd             | Uitslag |
| -- | -------------- | ---------------- | -------------------- | --------------------- | ------- |
| 1  | Kristiania     | 23 juni 1912     | Vriendschappelijk    | Noorwegen − Hongarije | 0 − 6   |
| 2  | Oslo           | 8 mei 1955       | Vriendschappelijk    | Noorwegen − Hongarije | 0 − 5   |
| 3  | Oslo           | 12 juni 1957     | WK 1958 kwalificatie | Noorwegen − Hongarije | 2 − 1   |
| 4  | Boedapest      | 10 november 1957 | WK 1958 kwalificatie | Hongarije − Noorwegen | 5 − 0   |
| 5  | Oslo           | 7 oktober 1970   | EK 1972 kwalificatie | Noorwegen − Hongarije | 1 − 3   |
| 6  | Boedapest      | 27 oktober 1971  | EK 1972 kwalificatie | Hongarije − Noorwegen | 4 − 0   |
| 7  | Oslo           | 20 mei 1981      | WK 1982 kwalificatie | Noorwegen − Hongarije | 1 − 2   |
| 8  | Boedapest      | 31 oktober 1981  | WK 1982 kwalificatie | Hongarije − Noorwegen | 4 − 1   |
| 9  | Székesfehérvár | 23 mei 1984      | Vriendschappelijk    | Hongarije − Noorwegen | 0 − 0   |
| 10 | Oslo           | 9 september 1986 | Vriendschappelijk    | Noorwegen − Hongarije | 0 − 0   |
| 11 | Bergen         | 10 oktober 1990  | EK 1992 kwalificatie | Noorwegen − Hongarije | 0 − 0   |
| 12 | Szombathely    | 30 oktober 1991  | EK 1992 kwalificatie | Hongarije − Noorwegen | 0 − 0   |
| 13 | Oslo           | 9 oktober 1996   | WK 1998 kwalificatie | Noorwegen − Hongarije | 3 − 0   |
| 14 | Boedapest      | 8 juni 1997      | WK 1998 kwalificatie | Hongarije − Noorwegen | 1 − 1   |
| 15 | Boedapest      | 2 september 2006 | EK 2008 kwalificatie | Hongarije − Noorwegen | 1 − 4   |
| 16 | Oslo           | 6 juni 2007      | EK 2008 kwalificatie | Noorwegen - Hongarije | 4 − 0   |
| 17 | Boedapest      | 14 november 2012 | Vriendschappelijk    | Hongarije − Noorwegen | 0 − 2   |
| 18 | Oslo           | 12 november 2015 | EK 2016 kwalificatie | Noorwegen – Hongarije | 0 – 1   |
| 19 | Boedapest      | 15 november 2015 | EK 2016 kwalificatie | Hongarije – Noorwegen | 2 – 1   |

## Samenvatting
| Competitie        | Totaal gespeeld | Winst Hongarije | Gelijk | Winst Noorwegen | Doelsaldo Hongarije – Noorwegen |
| ----------------- | --------------- | --------------- | ------ | --------------- | ------------------------------- |
| WK-kwalificatie   | 6               | 3               | 1      | 2               | 13 − 8                          |
| EK-kwalificatie   | 8               | 3               | 2      | 3               | 10 − 11                         |
| Vriendschappelijk | 5               | 2               | 2      | 1               | 11 − 2                          |
| Totaal            | 19              | 8               | 5      | 6               | 34 − 21                         |

## Details

### Elfde ontmoeting
| EK 1992 kwalificatie (Bergen, Noorwegen, 10 oktober 1990): |              | |
| Noorwegen | 0 – 0        | Hongarije |
| | goals        | |
| Ingvar Stadheim | bondscoach   | Kálmán Mészöly |
| Erik Thorstvedt Gunnar Halle Tore Pedersen Rune Bratseth Pål Lydersen Erik Pedersen Per Egil Ahlsen Sverre Brandhaug Jahn Ivar Jakobsen 72' Gøran Sørloth Jan Åge Fjørtoft 78' | opstellingen | Zsolt Petry Tamás Mónos Attila Pintér József Szalma Ervin Kovács Zsolt Limperger 87' József Kiprich István Kozma György Bognár Emil Lőrincz Kálmán Kovács |
| Jørn Andersen 72' Tore André Dahlum 78' | wissels      | 87' Imre Fodor |

### Achttiende ontmoeting
| EK 2016 kwalificatie (scheidsrechter Mark Clattenburg, Oslo, 12 november 2015): |              | |
| Noorwegen | 0 – 1        | Hongarije |
| | goals        | 26' László Kleinheisler |
| Per-Mathias Høgmo | bondscoach   | Bernd Storck |
| Ørjan Nyland Vegard Forren Tom Høgli Even Hovland Omar Elabdellaoui Alexander Tettey Per Skjelbred 86' Markus Henriksen Jo Inge Berget 74' Alexander Søderlund 62' Stefan Johansen | opstellingen | Gábor Király Tamás Kádár Richard Guzmics Attila Fiola Ádám Lang Ákos Elek 76' Balázs Dzsudzsák 72' László Kleinheisler Zoltán Gera 90' Ádám Szalai Krisztián Németh |
| Marcus Pedersen 61' Mohamed Elyounoussi 74' Pål Helland 86' | wissels      | 72' Ádám Nagy 76' Gergő Lovrencsics 90' Tamás Priskin |
| Alexander Tettey 19' Omar Elabdellaoui 65' | gele kaarten | 24' Zoltán Gera 34' Tamás Kádár 39' Richard Guzmics |
| - Honderdste interland van Gábor Király (Szombathelyi Haladás) voor Hongarije. - Debuut van doelpuntenmaker László Kleinheisler (Videoton FC) voor Hongarije.                      |              | |

### Negentiende ontmoeting
| EK 2016 kwalificatie (scheidsrechter Carlos Velasco Carballo, Boedapest, 15 november 2015):                                                                          |              | |
| Hongarije | 2 – 1        | Noorwegen |
| Tamás Priskin 14' Markus Henriksen 83' (e.d.) | goals        | 87' Markus Henriksen |
| Bernd Storck | bondscoach   | Per-Mathias Høgmo |
| Gábor Király Ádám Lang Tamás Kádár Richard Guzmics Attila Fiola Ádám Nagy László Kleinheisler 75' Ákos Elek 46' Balázs Dzsudzsák Tamás Priskin 61' Gergő Lovrencsics | opstellingen | Ørjan Nyland Haitam Aleesami Even Hovland Vegard Forren Omar Elabdellaoui Alexander Tettey 80' Per Skjelbred 46' Martin Ødegaard Markus Henriksen 46' Tarik Elyounoussi Stefan Johansen |
| Ádám Pintér 46' Dániel Böde 61' Krisztián Németh 75' | wissels      | 46' Pål Helland 46' Marcus Pedersen 80' Jo Inge Berget |
| Ádám Nagy 72' Dániel Böde 81' | gele kaarten | 12' Stefan Johansen 65' Vegard Forren |
| - Hongarije kwalificeert zich voor het Europees kampioenschap voetbal 2016 in Frankrijk.                                                                             |              | |

MLSZ · A-internationals · Selecties · Bondscoaches · Hongaars vrouwenelftal · Olympisch elftal · Hongarije U21 · Hongarije U20 · Hongarije U19 · Hongarije U18 · Hongarije U17 · Hongarije U16
1902 – 1919 · 
1920 – 1929 · 
1930 – 1939 · 
1940 – 1949 · 
1950 – 1959 · 
1960 – 1969 · 
1970 – 1979 · 
1980 – 1989 · 
1990 – 1999 · 
2000 – 2009 · 
2010 – 2019 ·
2020 − 2029
EK's:
1964 · 
1972 · 
2016 ·
2020 ·
2024
WK's:
1934 · 
1938 · 
1954 · 
1958 · 
1962 · 
1966 · 
1978 · 
1982 · 
1986
OS:
1912 · 
1924 · 
1936 · 
1952 · 
1960 · 
1964 · 
1968 · 
1972 · 
1996
1902 · 
1903 · 
1904 · 
1905 · 
1906 · 
1907 · 
1908 · 
1909 · 
1910 · 
1911 · 
1912 · 
1913 · 
1914 · 
1915 · 
1916 · 
1917 · 
1918 · 
1919 · 
1920 · 
1921 · 
1922 · 
1923 · 
1924 · 
1925 · 
1926 · 
1927 · 
1928 · 
1929 · 
1930 · 
1931 · 
1932 · 
1933 · 
1934 · 
1935 · 
1936 · 
1937 · 
1938 · 
1939 · 
1940 · 
1941 · 
1942 · 
1943 · 
1944 · 
1945 · 
1946 · 
1947 · 
1948 · 
1949 · 
1950 · 
1952 · 
1952 · 
1953 · 
1954 · 
1955 · 
1956 · 
1957 · 
1958 · 
1959 · 
1960 · 
1961 · 
1962 · 
1963 · 
1964 · 
1965 · 
1966 · 
1967 · 
1968 · 
1969 · 
1970 · 
1971 · 
1972 · 
1973 · 
1974 · 
1975 · 
1976 · 
1977 · 
1978 · 
1979 · 
1980 · 
1981 · 
1982 · 
1983 · 
1984 · 
1985 · 
1986 · 
1987 · 
1988 · 
1989 · 
1990 · 
1991 · 
1992 · 
1993 · 
1994 · 
1995 · 
1996 · 
1997 · 
1998 · 
1999 · 
2000 · 
2001 · 
2002 · 
2003 · 
2004 · 
2005 · 
2006 · 
2007 · 
2008 · 
2009 · 
2010 · 
2011 · 
2012 · 
2013 · 
2014 · 
2015 ·
2016 ·
2017 ·
2018 ·
2019 ·
2020 ·
2021 ·
2022 ·
2023 ·
2024
Albanië ·
Algerije ·
Andorra · 
Antigua en Barbuda ·
Argentinië ·
Armenië ·
Australië ·
Azerbeidzjan ·
België ·
Bohemen ·
Bolivia ·
Bosnië en Herzegovina ·
Brazilië ·
Bulgarije ·
Canada ·
Chili ·
China ·
Colombia ·
Costa Rica ·
Cyprus ·
Denemarken ·
DDR ·
Duitsland ·
Egypte ·
El Salvador ·
Engeland ·
Estland ·
Faeröer ·
Finland ·
Frankrijk ·
Georgië ·
Griekenland ·
Ierland ·
IJsland ·
India ·
Iran ·
Israël ·
Italië ·
Ivoorkust ·
Japan ·
Joegoslavië ·
Jordanië ·
Kazachstan · 
Koeweit ·
Kosovo · 
Kroatië ·
Letland ·
Libanon ·
Liechtenstein ·
Litouwen ·
Luxemburg ·
Malta ·
Mexico ·
Moldavië ·
Montenegro ·
Nederland ·
Nederlands-Indië ·
Nieuw-Zeeland ·
Noord-Ierland ·
Noord-Macedonië ·
Noorwegen ·
Oekraïne ·
Oostenrijk ·
Paraguay ·
Peru ·
Polen ·
Portugal ·
Qatar ·
Roemenië ·
Rusland ·
San Marino ·
Saoedi-Arabië ·
Schotland ·
Servië ·
Slovenië ·
Slowakije ·
Sovjet-Unie ·
Spanje ·
Tsjechië ·
Tsjecho-Slowakije ·
Turkije ·
Uruguay ·
Verenigde Arabische Emiraten ·
Verenigde Staten ·
Verenigd Koninkrijk ·
Wales ·
Wit-Rusland ·
Zuid-Korea ·
Zweden ·
Zwitserland
Brazilië (1954) · 
Duitsland (2021) ·
Frankrijk (2021) · 
IJsland (2016) · 
Italië (1938) · 
Oostenrijk (2016) · 
Portugal (2021) · 
West-Duitsland (1954, 2)
NFF · A-internationals · Selecties · Bondscoaches · Noors vrouwenelftal · Olympisch elftal · Noorwegen U21 · Noorwegen U20 · Noorwegen U19 · Noorwegen U18 · Noorwegen U17 · Noorwegen U16 · Vrouwen U17
1908 – 1919 ·
1920 – 1929 ·
1930 – 1939 ·
1940 – 1949 ·
1950 – 1959 ·
1960 – 1969 ·
1970 – 1979 ·
1980 – 1989 ·
1990 – 1999 ·
2000 – 2009 ·
2010 – 2019 ·
2020 − 2029
EK 2000
WK 1938 ·
WK 1994 ·
WK 1998
OS 1912 · 
OS 1920 · 
OS 1936 · 
OS 1952 · 
OS 1984
1908 ·
1909 ·
1910 ·
1911 ·
1912 · 
1913 · 
1914 · 
1915 · 
1916 · 
1917 · 
1918 · 
1919 · 
1920 · 
1921 · 
1922 · 
1923 · 
1924 · 
1925 · 
1926 · 
1927 · 
1928 · 
1929 · 
1930 · 
1931 · 
1932 · 
1933 · 
1934 · 
1935 · 
1936 · 
1937 · 
1938 · 
1939 · 
1940 – 1944 · 
1945 · 
1946 · 
1947 · 
1948 · 
1949 · 
1950 · 
1952 · 
1952 · 
1953 · 
1954 · 
1955 · 
1956 · 
1957 · 
1958 · 
1959 · 
1960 · 
1961 · 
1962 · 
1963 · 
1964 · 
1965 · 
1966 · 
1967 · 
1968 · 
1969 · 
1970 · 
1971 · 
1972 · 
1973 · 
1974 · 
1975 · 
1976 · 
1977 · 
1978 · 
1979 · 
1980 · 
1981 · 
1982 · 
1983 · 
1984 · 
1985 · 
1986 · 
1987 · 
1988 · 
1989 · 
1990 ·
1991 · 
1992 · 
1993 · 
1994 · 
1995 · 
1996 · 
1997 · 
1998 · 
1999 · 
2000 · 
2001 · 
2002 · 
2003 · 
2004 · 
2005 · 
2006 · 
2007 · 
2008 · 
2009 · 
2010 · 
2011 · 
2012 · 
2013 · 
2014 · 
2015 · 
2016 · 
2017 · 
2018 ·
2019 ·
2020 ·
2021 ·
2022 ·
2023 ·
2024
Albanië ·
Argentinië ·
Armenië ·
Australië ·
Azerbeidzjan ·
Bahrein ·
België ·
Bermuda ·
Bosnië en Herzegovina ·
Brazilië ·
Bulgarije ·
China ·
Colombia ·
Costa Rica ·
Cyprus ·
Denemarken ·
DDR ·
Duitsland ·
Egypte ·
Engeland ·
Estland ·
Faeröer ·
Finland ·
Frankrijk ·
Georgië ·
Ghana ·
Gibraltar ·
Grenada ·
Griekenland ·
Guatemala ·
Honduras ·
Hongarije ·
Hongkong ·
Ierland ·
IJsland ·
Israël ·
Italië ·
Jamaica ·
Japan ·
Joegoslavië ·
Jordanië ·
Kameroen ·
Kazachstan ·
Koeweit ·
Kosovo ·
Kroatië ·
Letland ·
Litouwen ·
Luxemburg ·
Malta ·
Marokko ·
Mexico ·
Moldavië ·
Montenegro ·
Nederland ·
Nieuw-Zeeland ·
Nigeria ·
Noord-Ierland ·
Noord-Korea ·
Noord-Macedonië ·
Oekraïne ·
Oman ·
Oostenrijk ·
Panama ·
Paraguay ·
Polen ·
Portugal ·
Qatar ·
Roemenië ·
Rusland ·
Saarland ·
San Marino ·
Saoedi-Arabië ·
Schotland ·
Senegal ·
Servië ·
Servië en Montenegro ·
Singapore ·
Slovenië ·
Slowakije ·
Sovjet-Unie ·
Spanje ·
Thailand ·
Trinidad en Tobago ·
Tsjechië ·
Tsjecho-Slowakije ·
Tunesië ·
Turkije ·
Uruguay ·
Verenigde Arabische Emiraten ·
Verenigde Staten ·
Verenigd Koninkrijk ·
Wales ·
Wit-Rusland ·
Zuid-Afrika ·
Zuid-Korea ·
Zweden ·
Zwitserland